# Ultimate aux Jeux mondiaux de 2022
Navigation
Wrocław 2017 Chengdu 2025
Les épreuves d'ultimate des Jeux mondiaux de 2022 ont lieu du 12 au 16 juillet 2022 à  Birmingham.

## Organisation
Les championnats du monde d'ultimate déterminent les pays qui se qualifient pour les Jeux mondiaux de l'année suivante. 2020 et 2021 ont été loin d'être des saisons normales en raison de la pandémie de Covid-19. En raison de l'annulation des championnats, la fédération internationale d'ultimate a utilisé les résultats de la WUGC 2016 pour déterminer les huit équipes qualifiées :
- Allemagne ;
- Australie ;
- Canada ;
- Colombie ;
- États-Unis (en tant que pays hôte) ;
- France
- Grande-Bretagne ;
- Japon ;

La WFDF avait envisagé des critères de qualification alternatifs, y compris un nouveau tournoi international mixte et même un tournoi européen pour désigner trois pays. En fin de compte, en raison de l'incertitude liée au Covid-19 et des dépenses prévisionnelles pour organiser ce tournoi, ce choix a été abandonné.

## Compétition

### Tour préliminaire
- En gras, qualifié pour les demi-finales

|   | Équipe          | Points | J | V | BP | BC | +/- |
| - | --------------- | ------ | - | - | -- | -- | --- |
| 1 | Allemagne       | 9      | 3 | 3 | 36 | 23 | +13 |
| 2 | États-Unis      | 6      | 3 | 2 | 36 | 28 | +8  |
| 3 | Canada          | 3      | 3 | 1 | 26 | 37 | -11 |
| 4 | Grande-Bretagne | 0      | 3 | 0 | 26 | 36 | -10 |

| 12 juillet | Canada          | 5  | 13 | Allemagne       |
| 12 juillet | États-Unis      | 13 | 7  | Grande-Bretagne |
| 13 juillet | Canada          | 13 | 11 | Grande-Bretagne |
| 13 juillet | États-Unis      | 10 | 13 | Allemagne       |
| 14 juillet | Grande-Bretagne | 8  | 10 | Allemagne       |
| 14 juillet | États-Unis      | 13 | 8  | Canada          |

|   | Équipe    | Points | J | V | BP | BC | +/- |
| - | --------- | ------ | - | - | -- | -- | --- |
| 1 | Colombie  | 9      | 3 | 3 | 39 | 28 | +11 |
| 2 | Australie | 6      | 3 | 2 | 37 | 36 | +1  |
| 3 | Japon     | 3      | 3 | 1 | 31 | 38 | -7  |
| 4 | France    | 0      | 3 | 0 | 34 | 39 | -5  |

| 12 juillet | Australie | 13 | 12 | France    |
| 12 juillet | Colombie  | 13 | 7  | Japon     |
| 13 juillet | Australie | 13 | 11 | Japon     |
| 13 juillet | Colombie  | 13 | 10 | France    |
| 14 juillet | Japon     | 13 | 12 | France    |
| 14 juillet | Colombie  | 13 | 11 | Australie |

### Matches de classement
|  | Matches de classement | Matches de classement |          |    | 5e place   | 5e place   |
|  | Matches de classement | Matches de classement |          |    | 5e place   | 5e place   |
|  |                       |                       |          |    |            |            |
|  | 15 juillet            | 15 juillet            |          |    | 16 juillet | 16 juillet |
|  | 15 juillet            | 15 juillet            |          |    | 16 juillet | 16 juillet |
|  | Canada                | 11                    |          |    | 16 juillet | 16 juillet |
|  | Canada                | 11                    |          |    | 16 juillet | 16 juillet |
|  | France                | 13                    |          |    | 16 juillet | 16 juillet |
|  | France                | 13                    | France   | 11 |            |            |
|  | 15 juillet            |                       | France   | 11 |            |            |
|  |                       | Japon                 | 13       |    |            |            |
|  | Grande-Bretagne       | Japon                 | 13       | 11 |            |            |
|  | Grande-Bretagne       |                       |          | 11 |            |            |
|  | Japon                 | 13                    |          |    |            |            |
|  | Japon                 | 13                    | 7e place |    |            |            |
|  |                       |                       |          |    |            |            |
|  | 16 juillet            |                       |          |    |            |            |
|  |                       |                       |          |    |            |            |
|  | Canada                | 13                    |          |    |            |            |
|  | Canada                | 13                    |          |    |            |            |
|  | Grande-Bretagne       | 12                    |          |    |            |            |
|  | Grande-Bretagne       | 12                    |          |    |            |            |

### Phase finale
|  | Demi-finales | Demi-finales |           |    | Finale     | Finale     |
|  | Demi-finales | Demi-finales |           |    | Finale     | Finale     |
|  |              |              |           |    |            |            |
|  | 15 juillet   | 15 juillet   |           |    | 16 juillet | 16 juillet |
|  | 15 juillet   | 15 juillet   |           |    | 16 juillet | 16 juillet |
|  | Allemagne    | 12           |           |    | 16 juillet | 16 juillet |
|  | Allemagne    | 12           |           |    | 16 juillet | 16 juillet |
|  | Australie    | 13           |           |    | 16 juillet | 16 juillet |
|  | Australie    | 13           | Australie | 11 |            |            |
|  | 15 juillet   |              | Australie | 11 |            |            |
|  |              | États-Unis   | 13        |    |            |            |
|  | Colombie     | États-Unis   | 13        | 11 |            |            |
|  | Colombie     |              |           | 11 |            |            |
|  | États-Unis   | 13           |           |    |            |            |
|  | États-Unis   | 13           | 3e place  |    |            |            |
|  |              |              |           |    |            |            |
|  | 16 juillet   |              |           |    |            |            |
|  |              |              |           |    |            |            |
|  | Allemagne    | 11           |           |    |            |            |
|  | Allemagne    | 11           |           |    |            |            |
|  | Colombie     | 13           |           |    |            |            |
|  | Colombie     | 13           |           |    |            |            |

### Classement final
| Rang               | Équipe          |
| ------------------ | --------------- |
| Médaille d'or      | États-Unis      |
| Médaille d'argent  | Australie       |
| Médaille de bronze | Colombie        |
| 4                  | Allemagne       |
| 5                  | Japon           |
| 6                  | France          |
| 7                  | Canada          |
| 8                  | Grande-Bretagne |

## Médaillés
| Épreuves      | Or | Argent | Bronze |
| ------------- | --- | --- | --- |
| Tournoi mixte | États-Unis- Claire Chastain - Carolyn Finney - Dylan Freechild - Nate Goff - Kaela Helton - Chris Kocher - Grant Lindsley - Sarah Meckstroth - Jimmy Mickle - Carolyn Normile - Opi Payne - Khalif El Salaam - Claire Trop - Jack Williams | Australie- Rob Andrews - Liv Carr - Georgia Egan-Griffiths - Alex Gan - Alex Ladomatos - Caro Ma - Sam McGuckin - Kyal Oh - Cat Phillips - Mish Phillips - Alex Prentice - Alex Shepherd - Tom Tullett - Sally Yu | Colombie- Ivan Alba - Jonathan Cantor - Maria Manuela Cardenas - Maria Valeria Cardenas - Yina Cartagena - Julio Duque - Alexander Ford - Maria Angelica Forero - Jose Jimenez - Ximena Montana - Elizabeth Mosquera - Laura Ospina - Andres Ramirez - Simon Ramirez - Jose Manuel Rosero - Alejandra Torres |